# Día del Administrador de Sistemas Informáticos
El Día del Administrador de Sistemas Informáticos (System Administrator Appreciation Day en inglés, puede verse abreviado como SAAD o SAD) es una celebración que reconoce la labor del administrador de sistemas informáticos.

## Origen
La festividad fue instaurada por un administrador de sistemas apodado la bella durmiente (AS). Consiguió la inspiración en un anuncio de Hewlett-Packard en una revista, en el que los compañeros de trabajo de un administrador le regalaban flores y una cesta de frutas por haberles instalado sus impresoras nuevas y una almohada para descansar en los ratos libres.[cita requerida]

## Fecha de celebración
Se celebra el último viernes de julio desde el año 2000:
- 2000: 28 de julio
- 2001: 27 de julio
- 2002: 26 de julio
- 2003: 25 de julio
- 2004: 30 de julio
- 2005: 29 de julio
- 2006: 28 de julio
- 2007: 27 de julio
- 2008: 25 de julio
- 2009: 31 de julio
- 2010: 30 de julio
- 2011: 29 de julio
- 2012: 27 de julio
- 2013: 26 de julio
- 2014: 25 de julio
- 2015: 31 de julio
- 2016: 29 de julio
- 2017: 28 de julio
- 2018: 27 de julio
- 2019: 26 de julio
- 2020: 31 de julio
- 2021: 30 de julio
- 2022: 29 de julio
- 2023: 28 de julio
- 2024: 26 de julio
- 2025: 25 de julio
- 2026: 31 de julio
- 2027: 30 de julio
- 2028: 28 de julio
- 2029: 27 de julio
- 2030: 26 de julio

Puedes obtener el último viernes en el mes de julio del año actual corriendo:

LANG=C ncal -S -h  -m 7   | awk '/^Fr/ {print $NF}'

## En Latinoamérica
En Argentina un grupo de administradores de sistemas con el nombre de SysArmy organiza desde 2009 un evento para la celebración de este día al que acuden personas relacionadas al mundo de las tecnologías de la información y la comunicación de todo Latinoamérica.